# مگان اسندون
مگان اسندون (انگلیسی: Megan Sneddon؛ زادهٔ ۹ سپتامبر ۱۹۸۵) بازیکن فوتبال اهل بریتانیا است.
از باشگاه‌هایی که در آن بازی کرده‌است می‌توان به باشگاه فوتبال رنجرز، باشگاه فوتبال لیورپول، باشگاه فوتبال سلتیک، و باشگاه فوتبال زنان لیورپول اشاره کرد.
وی همچنین در تیم‌های ملی فوتبال زنان اسکاتلند و Scotland women's national under-23 football team بازی کرده‌است.